# رون هينلي
رون هينلي (بالإنجليزية: Ron Henley)‏ هو لاعب شطرنج ومؤلف أمريكي، ولد في 5 ديسمبر 1956 في هيوستن في الولايات المتحدة.

## وصلات خارجية
- رون هينلي على موقع الاتحاد الدولي للشطرنج (الإنجليزية)
- رون هينلي على موقع مباريات الشطرنج (الإنجليزية)
- رون هينلي على موقع 365Chess.com (الإنجليزية)
- رون هينلي على موقع Chesstempo.com (الإنجليزية)
- رون هينلي على موقع الاتحاد الأمريكي للشطرنج (الإنجليزية)